# Harri Ahola
Pour les articles homonymes, voir Ahola.
Harri Ahola (né le 26 février 1968 à Kerava en Finlande) est un entraineur finlandais de hockey sur glace.

## Biographie
Harri commence par entrainer les équipes junior U16 de certaines équipes finlandaise. Ensuite, il entraine l'équipe nationale U16 en tant qu'entraineur adjoint pendant un an avec de devenir entraineur-chef du Keski-Uudenmaan Juniorikiekkoilun, raccourci KJT. Ensuite, il retourne entrainer des équipes juniors pendant trois ans avant de retrouver un emploi dans la Mestis avec le Kiekko-Vantaa.

## Statistiques

### En club
| Saison    | Équipe               | Ligue          |    | PJ | V  | D | Pr       |  | Séries éliminatoires |
| 1995-1996 | Shakers U16          | Jr. C SM-sarja |    |    |    |   |          |  |                      |
| 1996-1997 | Jokerit Helsinki U16 | Jr. C SM-sarja |    |    |    |   |          |  |                      |
| 1997-1998 | KJT U16              | Jr. C SM-sarja |    |    |    |   |          |  |                      |
| 1999-2000 | KJT                  | Mestis         |    |    |    |   |          |  |                      |
| 2000-2001 | KJT                  | Mestis         |    |    |    |   |          |  |                      |
| 2007-2008 | Kiekko-Vantaa        | Mestis         | 45 | 18 | 25 | 2 | 9e place |  |                      |
| 2008-2009 | Kiekko-Vantaa        | Mestis         | 45 | 26 | 16 | 3 | 6e place |  |                      |
| 2009-2010 | Kiekko-Vantaa        | Mestis         | 45 | 23 | 17 | 5 | 7e place |  |                      |

### En équipe nationale
| Saison    | Équipe       | Compétition              |  | PJ | V | D        |  | Séries éliminatoires |
| 1998-1999 | Finlande U16 | International-Jr         |  |    |   |          |  |                      |
| 2001-2002 | Finlande U17 | Championnat du monde U17 |  |    |   |          |  |                      |
| 2001-2002 | Finlande U16 | International-Jr         |  |    |   |          |  |                      |
| 2002-2003 | Finlande U17 | Championnat du monde U17 |  |    |   |          |  |                      |
| 2003-2004 | Finlande U17 | Championnat du monde U17 |  |    |   |          |  |                      |
| 2003-2004 | Finlande U18 | Championnat du monde U18 |  |    |   | 7e place |  |                      |